# Bimah

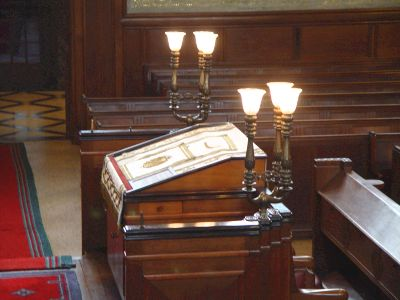
Bimah

Bimah, även Almemar eller Almemor är en upphöjd plattform i en synagoga varifrån Torah läses under gudstjänsten. Hos de ashkenaziska judarna är Bimahn placerad framme vid Toraarken, medan den fortfarande är placerad mitt i synagogan hos de sefardiska judarna.